# Carol Arthur
Carol Arthur, właśc. Carol Arata (ur. 4 sierpnia 1935 w Hackensack, zm. 1 listopada 2020 w Los Angeles) – amerykańska aktorka; żona komika Doma DeLuise’a.

## Życiorys
Urodziła się w Hackensack w stanie New Jersey jako córka policjanta Petera Araty i jego żony Mildred. Dzieciństwo i młodość spędziła w East Rutherford, gdzie ukończyła East Rutherford High School. W czasie edukacji redagowała szkolną gazetę oraz udzielała się w szkolnym kółku teatralnym.
Od 1964 występowała na scenach teatralnych Broadwayu. Swoje najbardziej znaczące role filmowe zagrała w latach 70. W komedii Mela Brooksa Płonące siodła (1974) wystąpiła jako nauczycielka Harriet Johnson; a w komedii Herberta Rossa wg sztuki Neila Simona Promienni chłopcy (1975) jako Doris Green, córka jednego z głównych bohaterów Ala Lewisa (w tej roli George Burns). W kolejnych latach pojawiła się także w epizodycznych rolach w innych filmach Brooksa oraz w produkcjach w których grał jej mąż Dom DeLuise.

## Życie prywatne
Jej mężem od 1965 do śmierci w 2009 był aktor komediowy Dom DeLuise. Para miała trzech synów: Petera (ur. 1966), Michaela (ur. 1969) i Davida (ur. 1971). Wszyscy zostali aktorami.
Zmarła 1 listopada 2020 w szpitalu w Los Angeles w następstwie komplikacji związanych z chorobą Alzheimera.

## Filmografia
- Making It  (1971) jako pani Warren
- Our Time (1974) jako nauczycielka gimnastyki
- Płonące siodła (1974) jako Harriet Johnson
- Promienni chłopcy (1975) jako Doris Green, córka Ala
- Nieme kino (1976) jako ciężarna kobieta
- Największy kochanek świata (1977) jako kobieta w sklepie z płytami
- Trefny towar (1979) jako Gloria Fortunato, żona Erniego
- Niesamowite historie (1985-87; serial TV) jako matka (gościnnie, 1985)
- Odlotowy trabant (1991) jako szef Jaguara
- Prawie w ciąży (1992) jako sprzedawczyni
- Robin Hood: Faceci w rajtuzach (1993) jako narzekająca wieśniaczka
- Dracula – wampiry bez zębów (1995) jako wieśniaczka
- Chłopcy będą chłopcami (1997) jako Blanche
- Syn chrzestny (1998) jako Mama Calzone
- Tragiczny rejs (2000) jako Marcia Lowell
- Kochankowie mimo woli (2003) jako Gabby
- Siódme niebo (1996–2007; serial TV) jako Gertrude Fleaming (gościnnie w odc. 171. pt. Dwa wesela, zaręczyny i pogrzeb z 2004)